# امیلکو دو بانفیل
امیلکو دو بانفیل (به اسپانیایی: Amealco de Bonfil) یک منطقهٔ مسکونی در مکزیک است که در کرتارو واقع شده‌است.

## خصوصیات
امیلکو دو بانفیل ۶۸۲٫۱ کیلومترمربع مساحت و ۵۶٬۴۵۷ نفر جمعیت دارد.